# 조선인민군 특수작전군
조선인민군 특수작전군(朝鮮人民軍 特殊作戰軍, 영어: Korean People's Army Special Operation Force (KPASOF))은 조선인민군의 특수작전 군종으로, 폭풍군단으로도 잘 알려져 있는 제11군단을 기반으로 2017년 4월에 설립되었다.

## 상세
2017년 4월에 창설되었으며, 사령부 소재지는 미상이다. 2017년에 백령도와 연평도에 대한 모의훈련을 진행하기도 하였다. 산하에 특수작전대대, 전방군단의 경보병 사·여단 및 저격여단, 해군과 항공 및 반항공 소속 저격여단, 전방사단의 경보병 연대 등이 있다. 전체 병력은 20만여명 규모로 알려져 있다.

## 연혁
- 1960년대 말, 특수 제8군단 창설[3]
- 1980년대 초, 경보교도지도국으로 개편
- 2017년 4월 15일, 조선인민군의 제5군종인 특수작전군으로 강화[4][5][6]

## 구성
- 경보병여단
- 경보병사단
- 경보병연대
- 정찰여단
- 해상저격려단
- 항공륙전대

## 장비
자동소총
- 5.45mm 자동보총
- 98식
- 98식-1자동보총

권총
- 백두산 권총

## 역대 특수작전사령관
- 김영복
- 리봉춘[7]